# Eliberare controlată
Un sistem cu eliberare controlată este o formulă sau un dispozitiv care permite introducerea unui medicament în organism și care îmbunătățește eficacitatea și siguranța sistemului prin controlul vitezei de eliberare, perioadei de eliberare și a locului de eliberare a medicamentelor în organism. Într-un sistem cu eliberare controlată, un medicament/principiu activ este eliberat într-un mod predeterminat, predictibil și reproductibil. Astfel, concentrația principiului activ (PA) va fi ajustată astfel încât să prevină depășirea nivelului de toxicitate sau să nu fie sub nivelul terapeutic optim (vezi figura). Raționamentul obțineri unui astfel de sistem este acela că face posibilă atingerea unei concentrații eficiente, menținerea constantă a nivelului optim pentru o perioadă mai lungă de timp.

Sisteme farmaceutice de administrare a medicamentelor: I eliberare imediată; II eliberare susţinută; III eliberare controlată.

Într-o administrare standard, concentrația de principiu activ în sânge, atinge foarte rapid un maxim, ca apoi sa scadă foarte rapid la o valoare la care este necesară repetarea dozei. Uneori concentrația maximă este mai mare decât nivelul terapeutic eficient și poate chiar să depasească pragul de toxicitate. Formele standard de administrare, conduc la un regim în care alternează perioadele de supradozaj cu cele de pierdere a eficacității preparatului. Sistemele cu eliberare controlată elimină variațiile de concentrație a principiului activ din sânge, conducând la un regim de administrare mult mai eficient.
Procesul de eliberare controlată include administrarea sistemului terapeutic, eliberarea agentului activ farmacologic din sistem și transportul principiului activ la locul de acțiune din organism.

## Istoric
Conceptul de eliberare controlată a fost propus de medicul Judah Folkman în 1964 când a observat că o capsulă din silicon poate fi implantată în corp și poate elibera PA cu o viteză constantă. Acesta este primul exemplu de sistem cu eliberare controlată, mai precis un sistem de tip rezervor.
În anul 1980, s-au aplicat cu succes sistemele cu eliberare controlată în tratarea diabetului, pentru a minimaliza fluctuațiile de concentrație a insulinei din organism. Astfel, noțiunea de eliberare controlată a fost extinsă si în cazul sistemelor în care se realizează o eliberare cu caracter liniar.
Se pot distinge trei mari etape în evoluția sistemelor de eliberare controlată :
1. etapa macro
2. etapa micro
3. etapa nano

Etapa macro este reprezentată de dispozitive macroscopice: Ocusert (insert ocular), Progestesert (dispozitiv intrauterin), Implanon (implant contraceptiv subcutanat), Transderm Scop (sistem transdermal), Oros și Duros (sisteme osmotice). Acestea sunt în general sisteme de tip rezervor, fabricate din polimeri nedegradabili, care prezintă o cinetică de ordin zero (viteză de eliberare constantă) .
Etapa micro este reprezentată de sisteme microscopice: Decapeptyl, Lupron, Locteron (microparticule injectabile), ReGel (formulă lichidă ce se gelifică când este injectată în corp). Acestea sunt în general sisteme de tip matrice, fabricate din polimeri degradabili .
Etapa nano este reprezentată de lipozomi, micele, polimeri dendritici, nanoparticule (nanosfere și nanocapsule) și sistemele conjugate polimer-medicament (în care molecula de medicament este legată chimic de molecula de polimer). În aceste sisteme, matricea polimerică are nu numai rol în controlul cineticii de eliberare a PA, dar și în transportul activ sau pasiv al PA. Astfel se poate vorbi de terapia la țintă. Obiectivele terapiei la țintă constau în creșterea concentrației PA la locul de acțiune și reducerea concentrației PA în alte părți ale organismului. Câteva exemple includ: Xyotax (conjugat polimer-paclitaxel), Abraxane (nanoparticule de conjugat polimer-paclitaxel), Doxil (lipozom cu doxorubicină) .

## Clasificarea sistemelor cu eliberare controlată
Sistemele cu eliberare controlată urmăresc ca un PA și o matrice polimerică, într-un mod economic, să dea un produs care, în contact cu organismul sau mediul înconjurător, să conducă la eliberarea in timp a PA după un profil cinetic ce corespunde cel mai bine unei situații cerute. Cel mai frecvent se dorește o viteza constantă de eliberare a PA, care în analogie cu cinetica chimică, corespunde unei cinetici de ordin zero.
Un principiu comun de clasificarea a sistemelor cu eliberare controlată are la bază modul de preparare a acestora. Astfel, ele se clasifică în:
1. sisteme fizice, când se face încorporarea fizică a unui PA într-o matrice (polimerică sau nepolimerică);
2. sisteme chimice, când PA este legat prin legături chimice de polimer.

### Sisteme fizice
Sistemele fizice se clasifică la rândul lor în:

#### Sisteme erodabile
PA amestecat fizic cu o matrice este eliberat în timp ce suportul este consumat (erodat) de mediul cu care vine în contact prin procese fizice de dizolvare sau chimice cum ar fi reacțiile de hidroliză a legăturilor covalente sau a punților de reticulare dintre lațurile din compoziția matricei. In acest caz, distincția principală fată de alte preparate este completa dispariție în timp a preparatului, cu avantaje atât pentru organisme, cât și pentru mediul înconjurător. Eliberarea PA este controlată în principal de procesul de dizolvare. 

#### Sisteme rezervor
Un sistem rezervor constă dintr-o membrană nedegradabilă sau biodegrabilă polimerică care limitează viteza de eliberare și separă ca un miez principiul activ de mediul biologic. Sistemele rezervor au fost preparate sub forma de capsule, microcapsule, fibre sau tuburi cu capetele închise.
Două tipuri diferite de membrane, omogene sau microporoase, au fost utilizate în prepararea de sisteme rezervor. Membranele microporoase au avantajul că principiul activ difuzează prin porii care conțin același mediu ca rezervorul. Difuzia controlată în membrane omogene, pe de altă parte, depinde de coeficientul de partiție membrană-principiu activ. Eliberarea transdermală a principiilor active utilizează ambele mecanisme. De exemplu, preparatul Transderm-Nitro foloseste o membrană omogenă de copolimer, in timp ce preparatul Transderm-Scop este bazat pe o membrană de polipropilenă microporoasă care controlează viteza de eliberare. Policaprolactona a fost utilizata în prepararea implantului de tip rezervor în produsul contrareceptiv (Capronor). În acest sistem, eliberarea principiului activ este controlată de difuzie și durează un an, iar membrana de policaprolactona este complet degradată dupa 3 ani de la data implantului.

#### Sisteme matrice
În acest tip de sistem, PA este dispersat uniform într-o matrice insolubilă (faza polimerică). Ca si sistemele rezervor, sistemele matrice pot fi preparate în diferite forme, incluzând nanoparticule si microsfere care pot fi injectate direct. Dacă sistemul matrice este preparat dintr-un polimer biodegradabil, mecanismul de eliberare este, în cele mai multe cazuri, o combinație dintre eliberarea controlată de difuzie si eliberarea controlată chimic.
Viteza de difuzie scade în timp în cazul eliberarii dintr-un sistem cu matrice nedegradabilă și, din aceasta cauză, este dificil sa se obtină un sistem matrice care să conducă la o viteză constantă de eliberare si reproductibilă pentru perioade mai lungi de timp. 0 solutie posibilă o reprezintă sistemele matrice cu geometrie specială (preparate semisferice) care pot compensa scăderea vitezei de difuzie în timp. Sistemele matrice au fost utilizate pentru eliberarea diferitelor principii active; astfel preparatele Nitro Dur si Nitro Dur II au la bază polimeri nedegradabili.

### Sisteme chimice
Aceste sisteme se bazează pe sinteza de polimeri ce conțin în compoziția lor PA. Legăturile chimice dintre polimer și PA pot fi de tip ionic sau covalent. În primul caz legătura se face pe baza schimbului ionic dintre polimeri încărcați pozitiv, de tip cationit sau negativ, de tip anionit, cu PA de tip bazic respectiv de tip acid. Factorii care influențează viteza de eliberare a PA dintr-o astfel de matrice schimbătoare de ioni sunt competiția dintre ioni, tăria ionica si pH-ul. Aceste produse sunt utilizate, în principal, în administrarea orală.
PA poate fi legal covalent de un lanț polimeric. În astfel de sisteme, PA este eliberat treptat prin ruperea legaturii chimice în urma reacțiilor de hidroliză sau a reacțiilor enzimatice. Un avantaj semnificativ pentru sistemele chimice este acela că 70-90% din masa preparatului îl reprezintă PA. La lanțul polimeric se poate atașa un anticorp care se distribuie la un anumit organ obținându-se astfel un preparat ținta. O cerință importantă pentru sistemele chimice este necesitatea ca polimerii utilizați să fie biocompatibili în organism și biodegradabili în mediul unde sunt utilizați. 

## Mecanismele de eliberare a principiilor active
În ceea ce privește mecanismele de eliberare a principiului activ, acestea sunt clasificate în sisteme controlate de solvent, sisteme cu difuzie controlală și sisteme controlate chimic. Aceste clasificări reprezintă situații teoretice, unde viteza de eliberare a principiului activ este controlată predominant de interacțiunile cu solventul, cum ar fi umflarea polimerului, de difuzia printr-o matrice polimerică sau membrană, sau printr-un proces chimic cum ar fi degradarea polimerului, eroziunea sa sau ruperea legăturii chimice dintre principiul activ si suportul polimeric. Mecanismele de eliberare sunt legate de modul de preparare a sistemelor.

### Sisteme cu eliberare controlată de solvent
Aceste sisteme includ două mecanisme: umflarea polimerului și osmoză. În prima categorie intră hidrogelurile (polimeri inițial solubili în apă care au fost insolubilizați prin reticulare). În aceste sisteme, viteza de umflare (și astfel viteza de eliberare a PA) depinde de balanța hidrofil/hidrofobă a matricei polimerice și de gradul de reticulare. 
Osmoza reprezintă al doilea mecanism al eliberării controlate de solvent. Sistemele osmotice sunt compuse dintr-un rezervor ce conține PA care este inclus într-o membrană selectivă pentru apă. Membrana permite trecerea apei dar nu permite trecerea PA. Membrana polimerică are o mica deschidere prin care PA este eliberat ca rezultat al modificarii presiunii hidrostatice din sistem. Un exemplu de astfel de preparat este implantul/minipompa Alzet și varianta de administrare orală Osmet utilizate în eliberarea controlată a medicamentelor. Un alt exemplu îl reprezintă sistemul cu eliberare osmotică Procardia XL, care prelungeste eliberarea în timp a nifedipinei reducând dozajul de la trei ore pe zi la o singură data pe zi.

### Sisteme cu eliberare controlată dedifuzie
Sistemele rezervor și matrice reprezintă sisteme în care eliberarea PA este controlată de fenomenul de difuzie. În sistemele rezervor, viteza de eliberare este strict controlată de viteza de difuzie a PA prin membrana polimerică. În cazul sistemelor matrice, viteza de eliberare este controlată de viteza de difuzie a PA prin matricea polimerică.

### Sisteme controlate chimic
În categoria sistemelor cu eliberare controlată chimic, intră preparatele în care viteza de eliberare a PA este predominant controlată de viteza de degradare a polimerului, viteza de eroziune fizică a polimerului sau viteza de rupere a legaturii chimice PA-polimer.
Două metode se utilizează pentru obținerea acestor sisteme: realizarea de sisteme matrice bazate pe polimeri degradabili și sisteme polimer-PA separate de grupa distanțieră.
Transformarea unui astfel de sistem într-un material solubil în apă este descrisă de procesul de bioeroziune. Bioeroziunea poate implica un proces de natură chimică (ca de exemplu, ruperea unei parți din lanțurile reticulate sau ruperea lanțurilor polimerice) sau unul de natură fizică (de exemplu, simpla solubilizare a polimerului intact, datorată modificarii pH-ului).
Doua moduri distincte de bioeroziune chimică au fost descrise în literatură, eroziunea în masă și eroziunea de suprafață. În eroziunea în masă, viteza de pătrundere a apei în preparatul solid depășește viteza la care polimerul este transformat într-un material solubil în apă. Pătrunderea apei este urmată de un proces de eroziune, care conduce la împrăștierea preparatului solid în întregul volum. O bună ilustrare pentru un proces de eroziune în masă este dezintegrarea unui cub de zahar care a fost plasat în apă. Poliesterii sunt polimerii cei mai cunoscuți în prepararea sistemelor cu eroziunea în masă.
În eroziunea de suprafață, viteza la care apa patrunde în preparatul polimeric este mai mică decât viteza de transformare a polimerului într-un material solubil în apă. În acest caz, transformarea polimerului într-un material solubil în apă este limitată de suprafața exterioară a preparatului solid. Preparatul va deveni mai subțire în timp, dar își menține integritatea sa structurală comparativ cu procesul de eroziune în masa unde aceasta se modifică. Polianhidridele și poli(ortoesterii) sunt polimerii cei mai cunoscuți în prepararea sistemelor cu suprafață erodabilă.

### Sisteme regulate
Stimuli cum ar fi temperatura, variația de pH, câmpuri magnetice și electrice, ultrasunetele, iradierea cu microunde și lumina vizibilă pot controla viteza de eliberare a PA. Aceste sisteme ajustează concentrația PA și profilul cinetic în funcție de nevoile fiziologice. Astfel, aceste sisteme încearcă să imite mecanismele naturale de biofeedback. De exemplu, există hidrogeluri sensibile la pH care se umflă în intestin sau colon. Odata începută umflarea, lanțul polimeric devine accesibil la atacul enzimelor specifice din colon conducând la degradarea hidrogelului și concomitent la eliberarea PA în colon. Astfel, PA este eliberat în intestin sau colon și nu în stomac, ca în cazul administrării orale.

## Locurile de acțiune a sistemelor cu eliberare controlată
Progresele în realizarea sistemelor cu eliberare controlată oferă un semnificativ grad de libertate în alegerea locului de acțiune. În timp cele mai multe preparate tradiționale sunt injectate sau ingerate, sistemele polimerice cu eliberare controlată pot fi plasate într-o cavitate a organismului, pot fi implantate sau pot fi atașate pe piele.

### Eliberarea transdermală
În eliberarea transdermală sistemul de eliberare controlată este atașat pe piele. Avantajele comune recunoscute ale eliberării transdermice a PA sunt usurința întreruperii debitului de principiu activ prin simpla îndepărtare de pe piele a sistemului și evitarea metabolizării la trecerea prin ficat - unul din cele mai importante dezavantaje ale caii de administrare orale. Sistemele transdermale constau în mod obișnuit dintr-un rezervor de PA, o membrană care limitează difuzia și un strat adeziv pentru atașare pe piele. Aceste sisteme sunt aplicabile numai PA cu potență mare, deoarece viteza de difuzie prin piele și suprafața de aplicare sunt în general mici. În plus, pot aparea iritații locale ale pielii la concentrații mari de medicament.

### Eliberarea bucală
Sistemele de eliberare de acest tip pot fi atașate și îndepărtate ușor. PA absorbite pe cale bucală vor evita bariera hepatică, constituind un avantaj pentru eliberarea peptidelor și proteinelor. Preparatele cu eliberare bucală sunt eficiente pentru că ele urmăresc timpul de retenție în mucoasă printr-un mecanism de bioadeziune.
Cresterea timpului de staționare în mucoasa bucală se poate face utilizând polimeri sau combinații polimerice cum ar fi hidroxipropil celuloza, etilceluloza, polimetacrilatul și poliacrilatul de sodiu care au proprietăți adezive în contact cu saliva. Preparatele de acest tip includ tablete adezive, geluri adezive și plasturi adezivi.

### Eliberarea în tractul gastrointestinal
Administrarea orală a PA este cea mai populară cale de administrare a medicamentelor. PA este absorbit de diferite membrane în lungul tractului gastrointestinal, astfel încât forma dozată să migreze în circulația sanguină. PA pot fi susceptible degradărilor în diferite moduri, prin hidroliză în stomac, prin reacție enzimatică în intestinul subțire, sau metabolizare pe pereții intestinului, cauzată de microorganismele din colon. Astfel, eforturile in eliberarea controlată orala sunt îndreptate în urmatoarele direcții:
1. preparate care să dea un profil cinetic de eliberare bine definit,
2. creșterea timpului de tranzit a PA,
3. îmbunătățirea absorbției peptidelor,
4. eliberare numai la nivelul intestinului sau colonului.

### Eliberarea nazală
Aceste sisteme sunt utilizate în primul rând pentru administrarea peptidelor, deoarece se evită bariera hepatică. Transportul PA administrat nazal se face în funcție de solubilitatea și masa molara. Proteinele cu masă molara ridicată nu pot trece prin mucoasa nazală. Proteinele cu masă mai mica cum ar fi oxitocina si somatostatina au o biodisponibilitate comparabilă cu cele administrate intravenos. PA pot fi administrate intranazal sub formă de aerosoli, pulberi sau particule mici. Sterilitatea, stabilitatea, toxicitatea și efectele adjuvanților trebuie luate în considerație alături de alți excipienți utilizați în procesul de preparare a acestor sisteme.

### Eliberarea oculară
PA aplicate la nivel ocular sunt permanent drenate de catre secreția lacrimală. În plus, multe PA au o permeabilitate scăzută prin cornee. Astfel, PA administrate cu ajutorul picăturilor au o biodisponibilitate mică. Sistemele cu eliberare controlată pot produce o creștere a absorbției PA în structurile oculare, fie prin creșterea permeabilității prin cornee sau prin scăderea pierderilor de transport a PA prin cornee.

### Eliberarea cardiovasculară
Majoritatea sistemelor de eliberare controlată pentru sistemul cardiovascular consistă în stenturi cardiace care au un înveliș de medicament. Funcția principală a stentului constă în deschiderea vaselor sanguine blocate. Medicamentul din înveliș este eliberat controlat pentru a previne reblocarea vasului sanguin.,

## Sisteme cu eliberare controlată comercializate
Există multe sisteme de eliberare controlată comercializate, în special în industria farmaceutică, industria bunurilor de consum și în agricultură.
| Nume produs                                                  | Producător      | Observații                                                                      |
| ------------------------------------------------------------ | --------------- | ------------------------------------------------------------------------------- |
| Implanon Arhivat în 28 martie 2010, la Wayback Machine.      | Merck           | implant cu etonogestrel pentru contracepție                                     |
| Mirena Arhivat în 26 noiembrie 2010, la Wayback Machine.     | Bayer Schering  | dispozitiv intrauterin cu levonorgestrel pentru contracepție                    |
| Ozurdex Arhivat în 17 iulie 2010, la Wayback Machine.        | Allergan        | implant cu dexametazonă pentru tratamentul edemului macular                     |
| Zoladex                                                      | AstraZeneca     | implant cu acetat de goserelin pentru tratamentul cancerului de sân și prostată |
| NicoDerm CQ                                                  | GlaxoSmithKline | sistem transdermal cu nicotină pentru stoparea fumatului                        |
| Degree                                                       | Unilever        | deodorant-stick cu parfum încapsulat                                            |
| Cosmetiq Arhivat în 20 ianuarie 2012, la Wayback Machine.    | Euracli         | dresuri cu microcapsule care eliberează agenți antimicrobieni sau parfum        |
| Gain Arhivat în 31 ianuarie 2011, la Wayback Machine.        | Unilever        | detergent cu enzime încapsulate                                                 |
| Osmocote Exact Arhivat în 23 iunie 2011, la Wayback Machine. | Scotts          | fertilizanți microîncapsulați                                                   |